# Pissila

Pissila är en kommun i Burkina Faso och är den näst största kommunen i provinsen Sanmatenga. Den hade 98 460 invånare vid folkräkningen 2006.